# Сан Пјетро ин Корте (Пјаченца)
Сан Пјетро ин Корте је насеље у Италији у округу Пјаченца, региону Емилија-Ромања.
Према процени из 2011. у насељу је живело 158 становника. Насеље се налази на надморској висини од 37 м.